# Arioso
Arioso (množné číslo: ariosi) je hudební skladba pro pěvecké sólo a instrumentální doprovod. Je zpěvnější a méně dramatické než zpívané slovo při recitativu, ale má otevřenější a méně pevnou hudební formu než árie.Je to obvykle melodický náběh k árii uprostřed nebo na konci recitativu doprovázeného hudbou, zpěvná část recitativu.
Ariosi se obvykle nenacházejí jednotlivě, ale jako hudební věty oper, oratorií nebo kantát; typické texty jsou například biblická slova, která se nerýmují, ale přesto mají méně vyprávěcí než lyrický charakter. Arioso by tedy mohlo být svým způsobem považováno za nástupce volného madrigalu.
Objevilo se v průběhu šestnáctého století, současně s doprovodnou monodou a operou, od nichž je neoddělitelné. Používá se nejen v lyrickém zpěvu, ale v jakémkoli hudebním žánru, kde existuje příběh nebo vývoj dramatické akce, jako je kantáta, oratorium atd. Podobá se recitativnímu doprovodu, s nímž je často zaměňováno.

## Mezi recitativem a árií
Arioso připomíná recitativ díky své volné struktuře a melodickým skloněním, blízkým slovu. Také se podobá árii pro její melodické vlastnosti; fráze jsou často více zpívané než v recitativu. Na rozdíl od árie na strukturální úrovni obvykle nedochází k opakování a není jasně rozlišeno žádné téma.
V hudební skladbě může arioso představovat nezávislé číslo, na rozdíl od recitativu, který obvykle předchází árii, se kterou má blízký vztah. Může to být také část fragmentu několika zpěvů, které jsou vloženy do rozvinutější struktury, ať už jde o recitativ nebo árii.
V průběhu 19. století, kdy operní skladatelé postupně opouštěli přísnou formu aria da capo, se otevřely cesty pro „nekonečnou melodii“ v dílech Richarda Wagnera. V této souvislosti hrál model arioso vedoucí roli.
Příklad ariosa se nachází v Mozartově Kouzelné flétně ke konci prvního dějství, kdy mluvčí zpívá: Sobald dich führt der Freundschaft Hand ins Heiligtum zum ew’gen Band.
Ariosi použil také Johann Sebastian Bach v  Matoušových pašijích či Janových pašijích.
V opeře Maryla českého skladatele Vladimíra Ambrose se ve 3. dějství objevuje Tiburcího arioso: Při s vlastním srdcem a rozumem a Eufemiino arioso: Ach, pane Tiburcí.